# Mérgesvágása
Mérgesvágása (1899-ig Mergeska, szlovákul: Nová Polianka, korábban Mergeška) község Szlovákiában, az Eperjesi kerület Felsővízközi járásában.

## Fekvése
Felsővízköztől 5 km-re délkeletre, az Alacsony-Beszkidekben 340 m magasan fekszik.

## Története
A falut a 14. század végén alapították, 1414-ben „Mergusvagasa”, „Mergesuagas” néven említik először. A makovicai váruradalomhoz tartozott. 1427-ben 17 adózó portája volt. 1787-ben 31 házában 225 lakos élt.
A 18. század végén Vályi András így ír róla: „MÉRGESKE. Orosz falu Sáros Várm. földes Ura G. Áspermont Uraság, lakosai többen ó hitűek, fekszik a’ Makovitzai Uradalomban, fája van mind a’ két féle, földgye középszerű.”
1828-ban 33 háza és 259 lakosa volt. Lakói főként állattartással foglalkoztak.
Fényes Elek 1851-ben kiadott geográfiai szótárában így ír a faluról: „Mérgeska, orosz falu, Sáros vgyében, a makoviczi uradalomban, Dublin fil., 2 rom., 253 g. kath., 5 zsidó lak. Görög anyaszentegyház.”
1920 előtt Sáros vármegye Felsővízközi járásához tartozott.

## Népessége
| Év:            | 1994. | 2004.   | 2014.    | 2024.   |
| -------------- | ----- | ------- | -------- | ------- |
| Emberek száma: | 64    | 58      | 78       | 71      |
| Eltérés:       |       | -9,37 % | +34,48 % | -8,97 % |

| Év:            | 2023. | 2024.   |
| -------------- | ----- | ------- |
| Emberek száma: | 67    | 71      |
| Eltérés:       |       | +5,97 % |

1910-ben 121, túlnyomórészt ruszin lakosa volt.
2001-ben 62 lakosából 32 szlovák, 17 ruszin és 12 ukrán volt.
2011-ben 79 lakosából 56 szlovák és 12 ruszin.

## Nevezetességei
Görögkatolikus fatemploma eredetileg 1766-ban épült, 1961-ben azonban lebontották. A templomot eredeti állapotában 1986-ban építették fel újra a felsővízközi ukrán-rutén kultúra szabadtéri múzeumában. Ikonosztáza a 18. század első feléből, Jobbos község templomából származik. A múzeumként szolgáló épületet 1993-ban újra felszentelték és azóta istentiszteleteket is tartanak benne.